# Primavera Sound Festival

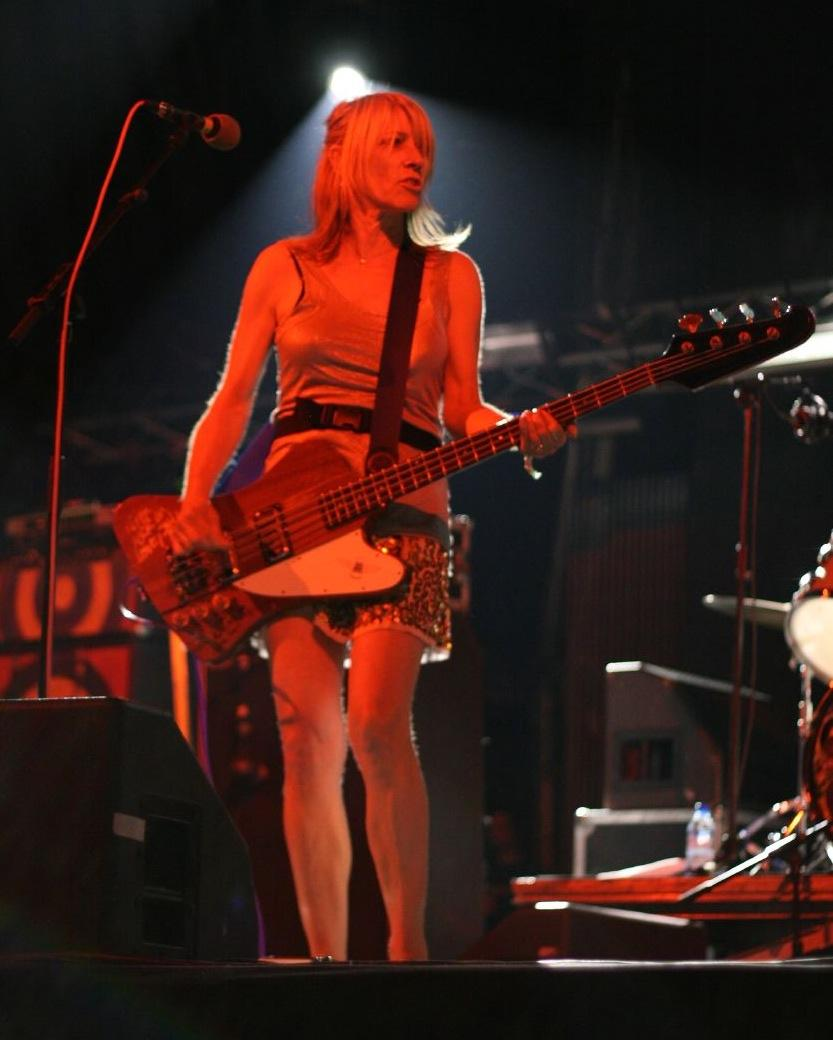
Kim Gordon dei Sonic Youth, Primavera Sound Festival 2005

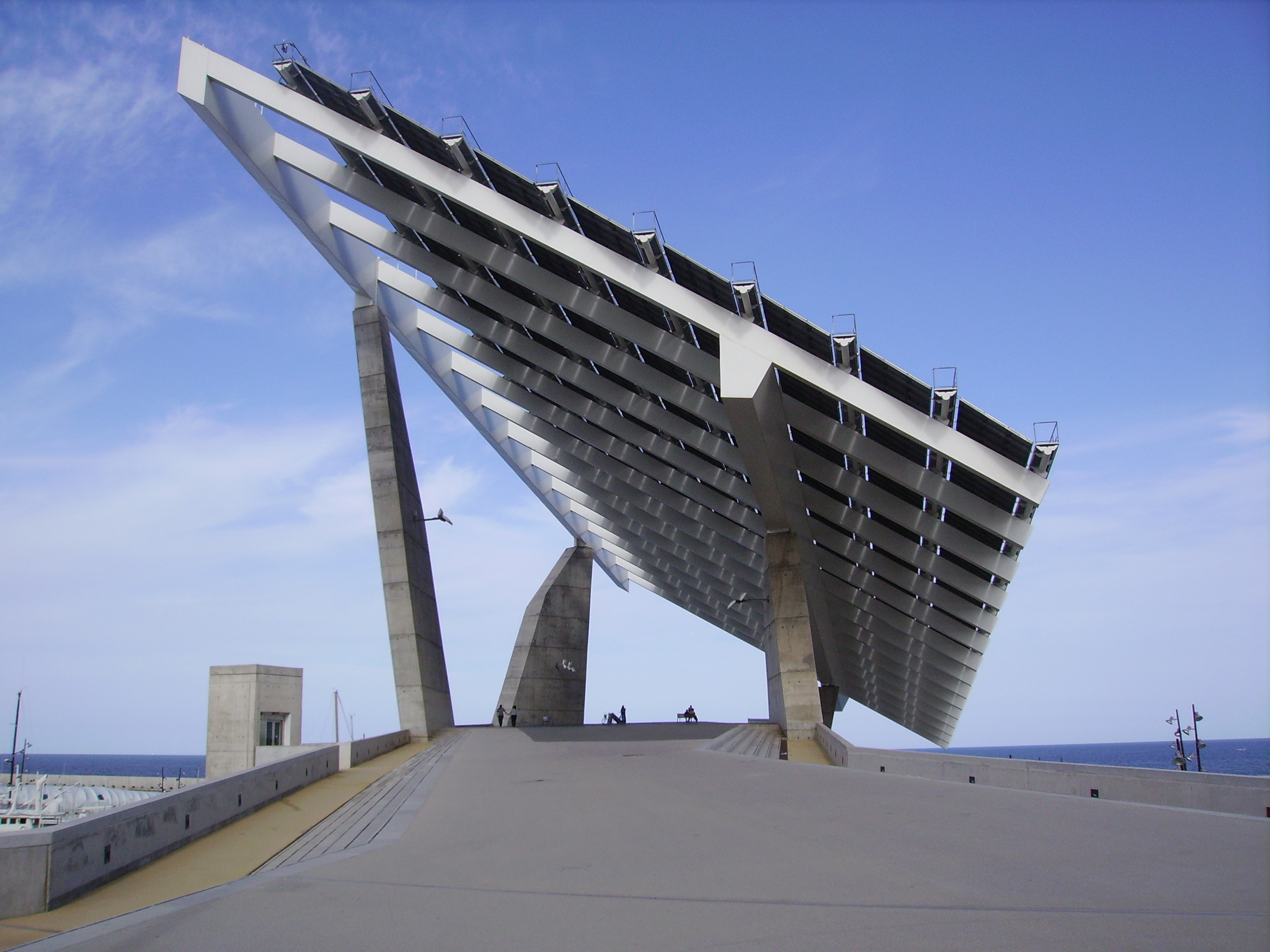
Parc del Fòrum

Il Primavera Sound Festival, costituito nel 2001 inizialmente come festival di musica elettronica, è un festival di musica indie e d'avanguardia tra i più importanti nel suo genere in Europa.
Il festival, tenutosi fino al 2004 al Poble Espanyol, ha luogo dall'edizione del 2005 al Parc del Fòrum sempre a Barcellona, in Spagna, e deve il suo nome al periodo in cui cade, la fine della primavera.

## Cartelloni dei vari anni del festival

### 2004
Primal Scream, Pixies, PJ Harvey, The Divine Comedy, Wilco, Franz Ferdinand, Liars, Matmos, Plaid, James Chance & The Contortions

### 2005
Art Brut, Maxïmo Park, Arcade Fire, Vitalic, Jesu, Max Tundra, Broken Social Scene, Iggy & The Stooges, New Order, The Human League, Ron Sexsmith, Brigitte Fontaine, American Music Club, Mercury Rev, Kristin Hersh, Micah P. Hinson, Sondre Lerche, Antony & The Johnsons, Josh Rouse, Steve Earle & The Dukes, Sonic Youth, Gang Of Four, The Wedding Present, They Might Be Giants, The Go! Team, The Futureheads, M83, Vic Chesnutt, Tortoise, Echo & the Bunnymen

### 2006
Akron/Family, Alexander Kowalski feat. Khan, Animal Collective, Babyshambles, Big Star, Centro-Matic, Constantines, Dinosaur Jr., DJ Rush, Drive-By Truckers, Ellen Allien, Erol Alkan, ESG, Ferenc, Final Fantasy, Flaming Lips, French Toast, Gang Gang Dance, Joris Voorn, José González, Justice, Killing Joke, La Buena Vida, Lambchop, LD & The New Criticism, Marko Nastic, Mick Harvey, Mogwai, Motörhead, No-Neck Blues Band, P:ANO, Rex The Dog, Richard Hawley, Shellac, Sisa, Sleater-Kinney, South San Gabriel, Stereolab, Stuart Staples, Surfin Bichos, Television Personalities, Boredoms, The Deadly Snakes, The Drones, The MFA, The New Christs, The Robocop Krauss, Umek, Undertow Orchestra, Vashti Bunyan, Violent Femmes, Why?, Xiu Xiu, Yeah Yeah Yeahs, Yo La Tengo

### 2007
The Smashing Pumpkins, Patti Smith, Bad Brains, Barry Adamson, Built to Spill, Slint, Wilco, Modest Mouse, Sonic Youth
Band of Horses, Matt Elliott, Sr. Chinarro, Explosions In The Sky, Mus, Alexander Tucker, Fennesz & Mike Patton, Nathan Fake, The Apples In Stereo, Ginferno, Oakley Hall, Apse, Girl Talk, Oliver Huntemann, Architecture in Helsinki, Girls Against Boys, Patti Smith, Band Of Horses, Grizzly Bear, Pelican, Barry Adamson, Grupo De Expertos Solynieve, Play Paul, Battles, Hell, The Rakes, Beirut, Herman Düne, Reinhard Voigt, Billy Bragg, Isis, Robyn Hitchcock And The Venues, Black Mountain, Ivan Smagghe, The Sadies, Blonde Redhead, Jonathan Richman, Shannon Wright, Bola, Justice, Slint, Bonde Do Role, Kid Koala, Smashing Pumpkins, Brightblack Morning Light, Kimya Dawson, Sonic Youth, Built to Spill, Klaxons, Spank Rock, Buzzcocks, Lisabö, Spiritualized acoustic mainlines, Centro-Matic, The Long Blondes, Standstill, Comets On Fire, Los Planetas, Technasia, David Carretta, Low, Ted Leo & The Pharmacists, David Thomas Broughton, Luke Slater, The Good The Bad & The Queen, Death Vessel, Luomo, Toktok, Diplo, Umek, Dirty Three, Maxïmo Park, Veracruz, DJ Yoda, Melvins, The White Stripes, Dominik Eulberg, Mijk Van Dijk, Wilco, The Durutti Column, Modest Mouse, X-Wife, Erol Alkan, múm

### 2008
808 State, A Place to Bury Strangers, Alan Braxe, Animal Collective, Apparat Band, Dj Assault, Atlas Sound, Autolux, Awesome Color, Bill Callahan, Bishop Allen, Bob Mould Band, Bon Iver, Boris, British Sea Power, Buffalo Tom, Caribou, Cat Power, Clipse, The Cribs, De La Soul, Deerhunter, Digital Mystikz, Dinosaur Jr., Dirty Projectors, Dr. Octagon aka Kool Keith + Kutmasta Kurt, Edan & MC Dagha, El Guincho, Ellen Allien, Enon, Eric's Trip, Fanfarlo, The Felice Brothers, Fuck Buttons, Dj Funk, Gentle Music Men, The Go! Team, Grande-Marlaska, Health, Holly Golightly & The Brokeoffs, Holy Fuck, It's Not Not, Kavinsky, Kinski, Les Savy Fav, Lightspeed Champion, Madee, Man Man, The Mary Onettes, Mary Weiss, The Marzipan Man, Menomena, Messer Chups, Midnight Juggernauts, Mission Of Burma, Mixmaster Mike, Model 500, MV & EE with The Golden Road, Nick Lowe, No Age, The Notwist, Okkervil River, Om, Para One, Pissed Jeans, Polvo, Port O'Brien, Portishead, Prinzhorn Dance School, Public Enemy performing It Takes A Nation Of Millions To Hold Us Back, Robert "Noise" Hood, Rufus Wainwright, The Rumble Strips, Scout Niblett, Sebadoh, Shipping News, Silver Jews, Simian Mobile Disco, Six Organs Of Admittance, Stephen Malkmus & The Jicks, The Strange Death Of Liberal England, Subterranean Kids, Supermayer, Surkin, The Swell Season, Tachenko, Tarántula, Thomas Brinkmann, Throbbing Gristle, Tiefschwarz, Tindersticks, Träd Gräs och Stenar, Vampire Weekend, Vórtice, Voxtrot, White Williams, Why?, Young Marble Giants

### 2009
A Certain Ratio, A-Track, Alela Diane, Andrew Bird, Angelo Spencer, Aphex Twin, Ariel Pink, Art Brut, Bat for Lashes, Black Lips, Bloc Party, Bowerbirds, Carsick Cars, Chad VanGaalen, Crystal Antlers, Crystal Stilts, Cuzo, Damien Jurado, Dan Deacon Ensemble, Deerhunter, Dj Mehdi, Dr Kiko,  Ebony Bones, El-P, Extra Life, Extraperlo, Fucked Up, Gang Gang Dance, Ghostface Killah, Girl Talk, Girls, Jarvis Cocker, Jason Lytle, Joe Crepúsculo, Joe Henry, John Maus, Karl Blau, Kimya Dawson, Kitty, Daisy and Lewis, Lemonade, Lightning Bolt, Magik Markers, Magnolia Electric Co., Mahjongg, Marnie Stern, Michael Mayer, Michael Nyman, My Bloody Valentine, Neil Young, Oneida, Phoenix, Plants & Animals, Ponytail, Rosvita, Shearwater, Shellac, Simian Mobile Disco, Skatebård, Sleepy Sun, Sonic Youth, Spectrum, Spiritualized, Squarepusher, Sunn O))), The Bad Plus, The Bug, The Drones, The Extraordinaires, The Jayhawks, The Jesus Lizard, The Lions Constellation, The Mae Shi, The New Year, The Pains of Being Pure at Heart, The Secret Society, The Soft Pack, The Tallest Man on Earth, The Vaselines, Throwing Muses, Uffie, Veracruz, Vivian Girls, Wavves, Women, Wooden Shjips, Yo La Tengo, Zombie Zombie.

### 2010
The Almighty Defenders, The Antlers, APSE, Atlas Sound, Beach House, Beak>, Ben Frost, Beast Coast, Big City, The Big Pink, Bigott, Bis, Biscuit, Black Lips, Black Math Horseman, Blackbird, The Bloody Beetrots, The Books, Boy 8-Bit, Broken Social Scene, Built to Spill, The Bundles, Camarón de la Isla, The Charlatans, Chrome Roof, Circulatory System, Clare & the Reasons, The Clean, CocoRosie, Cohete, Cold Cave, Condo Fucks, Crocodiles, Delorean, Diplo, Dr. Dog, Dr Kiko,  The Drums, Dum Dum Girls, Duquende, Edredón, El mató a un policía motorizado, Emilio José, Endless Boogie, The Fall, Fake Blood, The Field, First Aid Kit, Florence + the Machine, Fuck Buttons, Ganglians, Gary Numan, Grizzly Bear, Guadalupe Plata, Half Foot Outside, Harlem, Health, Here We Go Magic, Holywater, Hope Sandoval & The Warm Inventions, Japandroids, Jeffrey Lewis, Joker Featuring Nomad, Junip, The King Khan & BBQ Show, Leda Trees, Lee "Scratch" Perry, Les Savy Fav, Lidia Damunt, Liquid Liquid, Los Campesinos!, Low, Major Lazer, Marc Almond, Matt & Kim, Mission of Burma, Moderat, Monotonix, Mujeres, Nana Grizol, The New Pornographers, No Age, Nomad, Nueva Vulcano, Orbital, Owen Pallett, Panda Bear, Pavement, Peggy Sue, Pet Shop Boys, Pixies, Polvo, Pony Bravo, The Psychic Paramount, Real Estate, Roddy Frame, Rother/Shelley/Mullan, Scout Niblett, Shellac, Sian Alice Group, Sic Alps, Sleigh Bells, The Slits, Smith Westerns, So Cow, Spoon, Standstill, A Sunny Day in Glasgow, Sunny Day Real Estate, Superchunk, Surfer Blood, Thee Oh Sees, The Wave Pictures, Titus Andronicus, Tom Cary, Tortoise, Trigger, Ui, Van Dyke Parks, Wilco, Wild Beasts, Wild Honey, Wire, Wild Beasts, The xx, Yeasayer, Za!.

### 2011
Aias, Animal Collective, Ariel Pink's Haunted Graffiti, Autolux, Avi Buffalo, Battles, Belle and Sebastian, Blank Dogs, BMX Bandits, Cariboum, Cloud Nothings, Comet Gain, Cults, Dan Melchior und Das Menace, Das Racist, Deakin, Dean Wareham plays Galaxie 500, DJ Shadow, Echo & the Bunnymen performing Crocodiles and Heaven Up Here, Einstürzende Neubauten, Emeralds, Explosions in the Sky, Factory Floor, Field Music, Fleet Foxes, Games, Gang Gang Dance, Girl Talk, Grinderman, Half Japanese, Interpol, Islet, John Cale and Band + Orchestra performing Paris 1919, Jon Spencer Blues Explosion, Julian Lynch, Las Robertas, Linchens, Low, Male Bonding, Me and the Bees, Mercury Rev performing Deserter's Songs, Mogwai, Money Mark, My Teenage Stride, Nisennenmondai, of Montreal, Oneohtrix Point Never, Papas Fritas, Phosphorescent, Pissed Jeans, PJ Harvey, Pulp, Public Image Ltd, Salem, Seefeel, Shellac, Sonny & the Sunsets, Suicide, Sufjan Stevens, Swans, Tennis, The Album Leaf, The Fiery Furnaces, The Flaming Lips, The Fresh and Onlys, The National, The Tallest Man on Earth, The Walkmen, Triángulo de Amor Bizarro, Twin Shadow, Warpaint, Wolf, People, Yuck.

### 2012
ASAP Rocky, A.A. Bondy, Aeroplane, Afrocubism, Anímic, Araabmuzik, Archers of Loaf, Atlas Sound, Atleta, Baxter Dury, Beach Beach, Beach Fossils, Beach House, Beirut, Benga, Bigott, Big Star's Third, Björk, Black Lips, Bleached, Bombino, Buffy Sainte-marie, Celestial Bums, Chairlift, Chavez, Christina Rosenvinge, Chromatics, Codeine, Danny Brown, Deadboy, Death Cab for Cutie, Death Grips, Death in Vegas, Demdike Stare, Dirty Beaches, Dirty Three, Doble Pletina, Dominant Legs, Dominique A, Dulce Pájara De Juventud, Edith Crash, Eh!, Eliah Smith, Elvira, Erol Alkan, Fasenuova, Father John Misty, Field Music, Forest Swords, Franz Ferdinand, Friends, Girls, Girls Names, Godflesh, Grimes, GRTS, Grupo De Expertos Solynieve, Grushenka, Gudar, Hanni El Khatib, Harvey Milk, Her Only Presence, Hype Williams, I Break Horses, Iceage, James Ferraro, Jamie xx, Japandroids, Jeff Mangum, Jeremy Jay, Joe Crepúsculo, John Talabot, Josh T. Pearson, Justice, Kindness, Kings of Convenience, Kleenex Girl Wonder, La Estrella De David, Laura Marling, Lee Ranaldo, LFO, Lisabö, Liturgy, Lower Dens, M83, Main, Marianne Faithfull, Matías Aguayo, Mayhem, Mazzy Star, Melvins, Michael Gira, Milagres, Milk Music, Mudhoney, Mujeres, Nacho Vegas, Napalm Death, Neon Indian, Nick Garrie, No More Lies, Numbers Showcase: Jackmaster, Obits, Off!, Oneman, Orthodox, Other Lives, Partit, Pegasvs, Peter Wolf Crier, Picore, Pional, Purity Ring, Rats On Rafts, Real Estate, Rebolledo, Redinho, Refree, Refused, Renaldo & Clara, Richard Hawley, Rufus Wainwright, Rustie, Sandro Perri, SBTRKT, Scuba, Senior I El Cor Brutal, Sharon Van Etten, Shellac, Siskiyou, Sleep, Sleepy Sun, Sleigh Bells, Spencer, Spiritualized, Sr. Chinarro, St. Etienne, Steven Munar & The Miracle Band, Tall Firs, Tennis, The Afghan Whigs, The Chameleons, The Cure, The Drums, Thee Oh Sees, The Field, The Go! Team, The Lions Constellation, The Olivia Tremor Control, The Pop Group, The Rapture, The Right Ons, The War on Drugs, The Wedding Present, The Weeknd, The xx, Trash Talk, Unicornibot, Veronica Falls, Washed Out, Wavves, White Denim, Wilco, Wild Beasts, Wolves In The Throne Room, Xavier Baró, Yann Tiersen, Yo La Tengo

### 2013
Blur, Nick Cave & The Bad Seeds, Fiona Apple, Jesus & Mary Chain, The Knife, Animal Collective, My Bloody Valentine /Meat Puppets, Dead Can Dance, Oh Sees, Shellac, The Vaccines, Swans, Tame Impala, Veronica Falls, The Drones, Mac DeMarco, Nick Waterhouse, Perrosky Perrosky, Toundra Toundra, Sultan Bathery

### 2014
!!! (chk chk chk) | A Winged Victory For The Sullen | Andy Stott | Angel Molina | Angel Olsen | Anímic | Anthony Chorale | Antibalas | Arcade Fire | Aries | Astro | Bananas | Barcelona 82 | Beach Beach | Belako | Black Drawing Chalks | Black Lips | Blood Orange | Bo Ningen| Body/Head | Bongeziwe Mabandla | Boogarins | Buzzcocks | C+C=MAXIGROSS | Caetano Veloso | Caveman | Cloud Nothings Cold Cave | Coldair | Colin Stetson | Congelador | Connan Mockasin | Courtney Barnett | Cuello | Cut Copy | Charles Bradley | Chicha Libre | Christian Tiger School | Chrome | Chromeo | CHVRCHES | Dani R. Baughman | Daniel Avery | Darkside | Darren Hayman & The Trial Separation | Dave P | Daze Of Dawn | Deafheaven | Demdike Stare | Dënver | Dezervers | Digitalism | Disclosure | Dj Coco | Dj Fra | Dj Zero | Dominick Fernow | Dr. John and The Nite Trippers | Drive-By Truckers | Dum Dum Girls Earl Sweatshirt | ECOS DEL GUETO | Él Mató A Un Policía Motorizado | El Petit de Cal Eril | El Último Vecino | Fabián | Factory Floor | Fira Fem | Firejosé + Sander Mölder | FKA Twigs | Foals | Folavril | Föllakzoid | Fort Romeau | Fuckin' Bollocks | Full Blast | Furia | Future Islands | Geko Jones | Genius Of Time | Girl Band Glasser | Glue Kids | Godspeed You! Black Emperor Grouper | Grupo de Expertos Solynieve | Grushenka | Haim | Hamilton Leithauser | Har Mar Superstar | Hebronix | Helen Love | Hokei | Holy Ghost! | Holy Ghost! Djs | Hospitality | Hot Chip | Islands | Jagwar Ma | Jamie xx | Jesu | Joan Colomo | Joana Serrat | Joe La Reina | John Grant | John Talabot | John Wizards | Jonathan Wilson | Juana Molina | Julia Holter | Julian Cope | Julio Bashmore | Junkfood | Jupiter Lion | Juventud | Juché | Kendrick Lamar | Kokoshca | Kosmos | Kronos | Quartet | Kvelertak | La Sera | Lasers | Laurent Garnier | Lee Ranaldo And The Dust | León Benavente | LNRipley | Lola Marsh | Loop |Los Ganglios | Lunice | M a j e s t a d | Majical Cloudz | Manel | Marc Piñol | Mas Ysa | Matias Cena | Mattis With | Me And The Bees | Mëther & Zacker DJ's | Metronomy Mick Harvey performs Serge Gainsbourg | Midlake | Mise En Scene | Mishima | Mistakes are OK | Modelo de Respuesta Polar | Moderat | Mogwai | Motormama | Mourn | Móveis Coloniais de Acaju | Murciano Total | Nacho Vegas | Nanga Parbat | Natas Loves You | Neutral Milk Hotel | New Jackson | Niklãvz | Nine Inch Nails | Niña Coyote Eta Chico Tornado | No More Lies | Nomisupasta | OHIOS | Paus | Perro | Peter Hook & The Light | Pional | Pixies | Pond | Prurient | Queens of the Stone Age | Real Estate | Refree | Rodaidh Mcdonald | Rodrigo Amarante | Sander Mölder | Sangre | Say Yes Dog | SBTRKT | Sean Carlson (FYF /USA) | SEÑORES | Seun Kuti & Egypt 80 | Sharon Van Etten | Shelby Grey | Shellac | Sílvia Pérez Cruz & Raül Fernandez Miró | Single Parents | Sky Ferreira | Slint | Slowdive | Speedy Ortiz | Spoon | St. Vincent | Standstill | Stromae | Sun Ra Arkestra | Superchunk | Svper | Teho Teardo & Blixa Bargeld | Television performing Marquee Moon | Temples | Templeton | Tenfold Rabbit | The Brian Jonestown Massacre | The Dismemberment Plan | The Ex | The Free Fall Band | The Growlers | The Haxan Cloak | The Last 3 Lines | The Mark Eitzel Ordeal | The National | The Range | The Saurs | The Secret Sea | The Soda Club | The Twilight Sad | The Vickers | The War On Drugs | The Wedding Present | Tigercats | Tórtel | Touché Amoré | Ty Segall | Univers | Uproot Andy | Vaadat Charigim | Vàlius | Vatican Shadow | Volcano Choir | Warpaint | Will Spector y Los Fatus | William Dafoe | Wind Atlas | Wolf Eyes | Yamantaka // Sonic Titan | Za!

### 2015
giovedì 28 maggio
Andrew Weatherall · Antony and the Johnsons · Arthur Russell Instrumentals · Baxter Dury · Benjamin Booker · The Black Keys · Brand New · Cheatahs · Chet Faker · Childhood · Electric Wizard · Exxasens · Giant Sand · Gui Boratto · Hans-Joachim Roedelius · Hiss Golden Messenger · James Blake · JUNGLE · Kelela · Los Punsetes · Mdou Moctar · Mikal Cronin · Mineral · Ocellot · Ought · Panda Bear · Perro · The Replacements · Richie Hawtin · Roman Flügel · Simian Mobile Disco · Spiritualized · The Suicide Of Western Culture · Sun Kil Moon · Sunn O))) · The Thurston Moore Band · Twerps · Tyler, The Creator · Viet Cong · Yasmine Hamdan
venerdì 29 maggio
Alt-J · Ariel Pink · Belle & Sebastian · The Church · Damien Rice · Death From Above 1979 · Disappears · Dixon · Earth · Ex Hex · Fumaça Preta · Greylag · The Hotelier · Jon Hopkins · José González · The Juan MacLean · Julian Casablancas+The Voidz · The Julie Ruin · The KVB · Marc Piñol · Marc Ribot's Ceramic Dog · Miquel Serra · Movement · The New Pornographers · Núria Graham · Pallbearer · Patti Smith & Band perform Horses · Perfume Genius · Pharmakon · Ratatat · Ride · Rocío Márquez · Run The Jewels · Shabazz Palaces · Sleater-Kinney · The Soft Moon · Sr. Chinarro · Tobias Jesso Jr. · Tony Allen · Voivod · White Hills
sabato 30 maggio
American Football · Babes In Toyland · Ben Watt · The Bohicas · Caribou · Dj Coco · Dan Deacon · Der Panther · DIIV · Earthless · Eels · Einstürzende Neubauten · Foxygen · Fucked Up · The Ghost of a Saber Tooth Tiger · HEALTH · Hookworms · Interpol · Joan Miquel Oliver · Kevin Morby · Les Ambassadeurs · Mac DeMarco · Mike Simonetti · Mourn · Neleonard · Nueva Vulcano · Patti Smith acoustic/spoken · Shellac · Single Mothers · Sleaford Mods · Strand Of Oaks · The Strokes · Swans · Thee Oh Sees · tUnE-yArDs · Twin Shadow · Underworld dubnobasswithmyheadman live · Unknown Mortal Orchestra · Younghusband